# Aeshna canadensis
Espèce
Statut de conservation UICN

 LC  : Préoccupation mineure
Aeshna canadensis dont le nom vernaculaire est æschne du Canada est une espèce de libellules qui fait partie de la famille des Aeshnidae, du sous-ordre des anisoptères dans l'ordre des odonates. Elle a été décrite en 1908 par l'entomologiste canadien Edmund Murton Walker.

## Description
Cette æschne mesure entre 64-73 mm de long et ses motifs abdominaux sont habituellement à prédominance bleue. La première bande thoracique ressemble à une note de musique (une croche) et possède une encoche au centre à 90 degrés. Les bandes sont généralement d'un dégradé de jaune à bleu et il y a présence d'une petite tache entre celles-ci. Le mâle et la femelle sont relativement similaires. La coloration peut varier chez les individus allant de vert à jaune. 

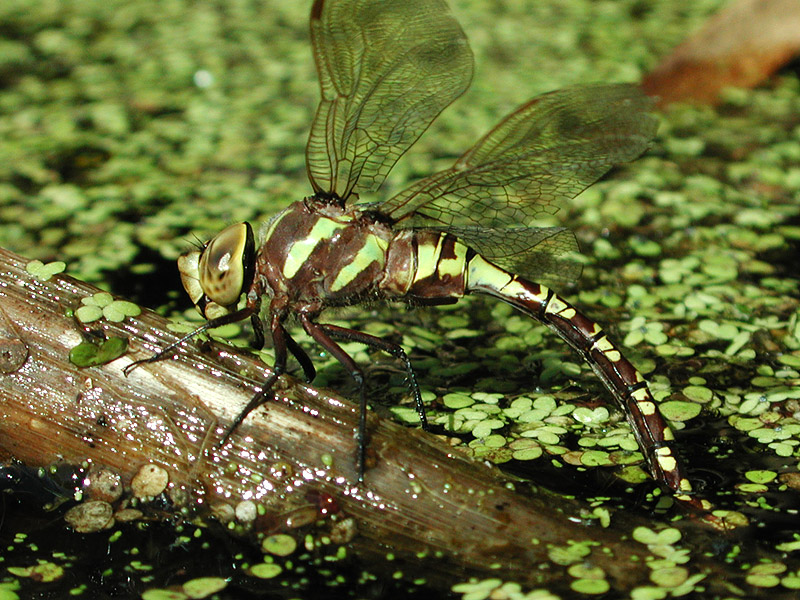
Femelle

### Espèces similaires
- Aeshna verticalis
- Aeshna eremita

## Répartition
Elle se retrouve au Canada, notamment dans la moitié sud du Québec et dans le nord des États-Unis.

## Habitat

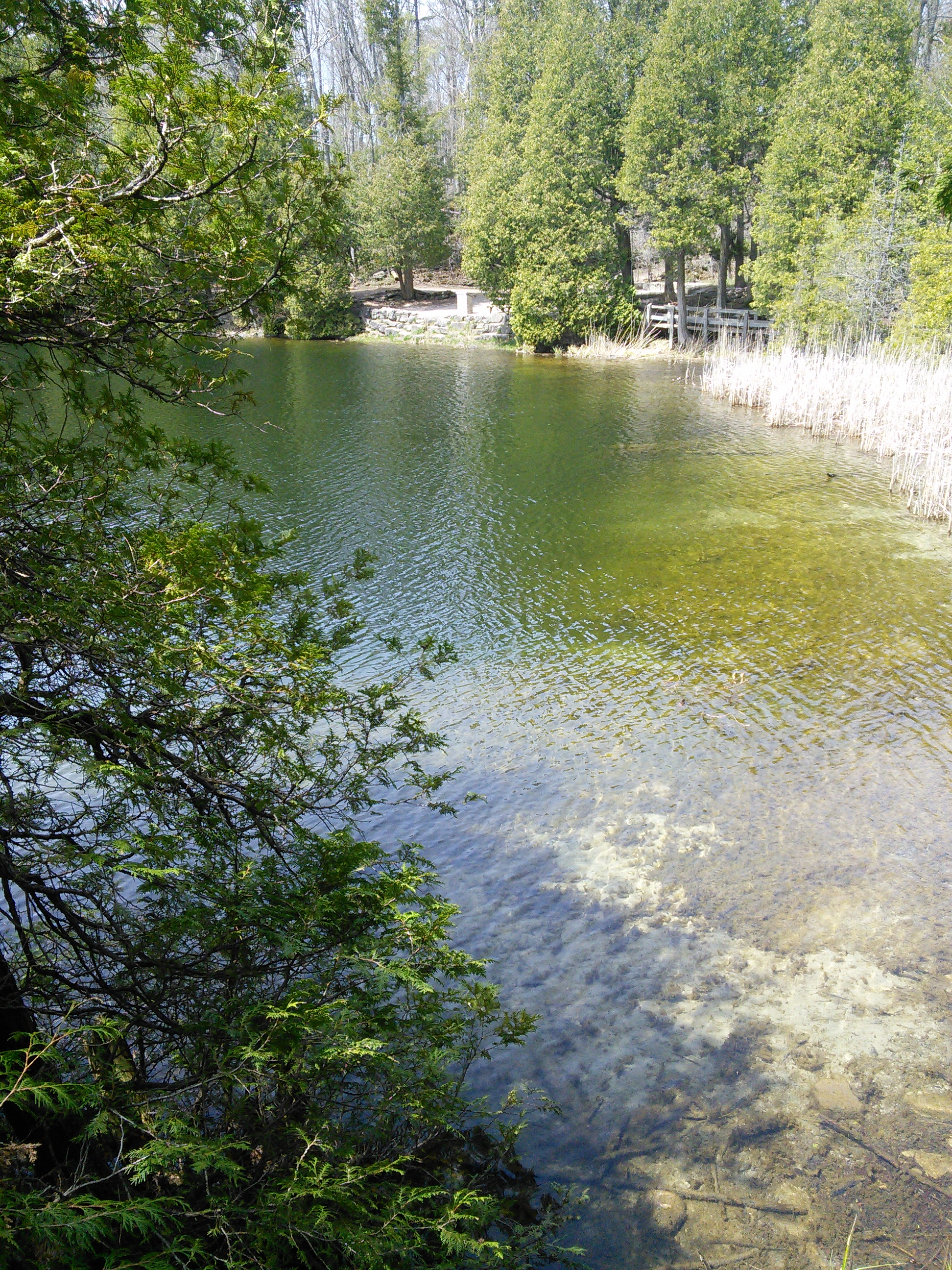
Habitat d'Aeshna canadensis.

Cette espèce semble préférer les marais et les lacs. On la retrouve dans les habitats forestiers et les milieux aquatiques avec présence de végétations. 